# Мыньтоугоу (Пекин)
Мэньтоуго́у, Мыньтоуго́у (кит. упр. 门头沟, пиньинь Méntóugōu) — район городского подчинения города центрального подчинения Пекин (КНР). Расположен к западу от урбанизированной части города.

## История
После образования КНР уезд Ваньпин (宛平县) вошёл в состав Специального района Тунсянь (通县专区) провинции Хэбэй. 
В 1952 году уезд Ваньпин и Пекинский 16-й район были объединены в Западностоличный район угледобычи (京西矿区). В 1958 году Западностоличный район угледобычи был переименован в район Мэньтоугоу.

## Административное деление
Мэньтоугоу делится на 4 уличных комитета, 1 местный комитет, 8 посёлков.

## География
93 % территории района занимают горы Сишань.

## Достопримечательности
- Храм Таньчжэ
- Гора Дунлиншань
- Храм Цзетай

Внимание публики привлекает недавно построенный комплекс административных зданий, чья архитектура, по мнению журналистов, навеяна соборами Московского кремля. В зданиях размещаются районные учреждения: Сейсмологическое бюро, Управление водными ресурсами, Управление по паркам, лесам, и озеленению, Метеорологическое бюро и метеостанция, Центр по борьбе со стихийными бедствиями, Отдел влияния на погоду, Станция тестирования безопасности громоотводов.